# Daejeon Hanbat Baseball Stadium
O Daejeon Hanbat Baseball Stadium é um estádio de beisebol localizado em Daejeon, na Coreia do Sul, foi inaugurado em 1963, tem capacidade para 13.000 espectadores, é a casa do time Hanwha Eagles da KBO League.